# Passion, Pain & Pleasure
Passion, Pain & Pleasure é o quarto álbum de estúdio de cantor norte-americano de R&B Trey Songz, lançado em 14 de setembro de 2010. A produção do álbum ocorreu entre março e julho de 2010, com a participação de diversos produtores, incluindo seu mentor Troy Taylor.
O álbum debutou na segunda posição da Billboard 200, vendendo 240 mil cópias em sua primeira semana, e recebeu críticas geralmente positivas. Songz promoveu o álbum através de sua Summer Tour 2010 com a cantora Monica.

## Singles
- Seu primeiro single, "Bottoms Up", com participação de Nicki Minaj, foi lançado em 27 de julho de 2010. Alcançou a segunda posição na parada R&B/Hip-Hop Songs da Billboard e a #6 no Hot 100 da revista, além da #85 na Canadian Hot 100.[3] Seu vídeo foi filmado em 31 de julho de 2010 e estreou em 17 de agosto do mesmo ano, na Black Entertainment Television.
- "Can't Be Friends" foi lançada como segundo single em 13 de setembro de 2010 e alcançou a posição #44 no Hot 100 da Billboard e a #3 na R&B/Hip-Hop Songs.[4] Seu vídeo foi liberado em 7 de setembro.

## Faixas
| N.º | Título                         | Produtor(es)                                     | Duração |  |
| 1.  | "Here We Go Again" (Interlude) | Troy Taylor, Jerren "J-Kits" Spruill             | 0:40    |  |
| 2.  | "Love Faces"                   | Troy Taylor, Edrick Miles                        | 4:02    |  |
| 3.  | "Massage"                      | Troy Taylor, John "SK" McGee                     | 4:17    |  |
| 4.  | "Alone"                        | Tha Bizness                                      | 3:31    |  |
| 5.  | "Bottoms Up" (com Nicki Minaj) | Kane Beatz, The Track Dealer, Bre Brown          | 4:02    |  |
| 6.  | "Pain" (Interlude)             | Troy Taylor, Romeo Taylor                        | 1:25    |  |
| 7.  | "Can't Be Friends"             | Mario Winans                                     | 3:45    |  |
| 8.  | "Please Return My Call"        | Troy Taylor, Mark "The Mogul" Jackson            | 3:57    |  |
| 9.  | "Made to Be Together"          | Eric Hudson, Andrew Clifton                      | 4:28    |  |
| 10. | "Pleasure" (Interlude)         | Troy Taylor, Romeo Taylor                        | 1:29    |  |
| 11. | "Red Lipstick"                 | Troy Taylor, John "SK" McGee                     | 4:00    |  |
| 12. | "Unusual" (com Drake)          | Andrew Wansel, Oak, Dexter Wansel, Ezekiel Lewis | 3:32    |  |
| 13. | "Doorbell"                     | Troy Taylor, John "SK" McGee                     | 3:56    |  |
| 14. | "Passion" (Interlude)          | Bei Maejor                                       | 1:24    |  |
| 15. | "Unfortunate"                  | Noah "40" Shebib                                 | 3:49    |  |
| 16. | "Blind"                        | Bei Maejor                                       | 4:06    |  |
| 17. | "You Just Need Me"             | Kane Beatz, J-Mike, Chasity Nwagbara, Tray J     | 3:34    |  |

| Faixas bônus |                                                      |              |         |  |
| N.º          | Título                                               | Produtor(es) | Duração |  |
| 18.          | "Already Taken"                                      | Polow da Don | 3:58    |  |
| 19.          | "I Like Dat (Freaky Dance)" (com T.I. e Swizz Beatz) | Swizz Beatz  | 3:33    |  |

| Edição deluxe do iTunes / Faixas bônus no Japão |                                                        |                                      |         |  |
| N.º                                             | Título                                                 | Produtor(es)                         | Duração |  |
| 18.                                             | "Panty Droppa" (edição completa)                       | Troy Taylor, Patrick Hayes           | 3:52    |  |
| 19.                                             | "Love Me Better" (edição completa de Here We Go Again) | Jerren "J-Kits" Spruill, Troy Taylor | 3:39    |  |

## Paradas musicais
| Parada (2010)                                 | Melhor posição |
| --------------------------------------------- | -------------- |
| Canadá (Canadian Albums Chart)                | 32             |
| França (French Albums Chart)                  | 138            |
| Estados Unidos (Billboard 200)                | 2              |
| Estados Unidos (Billboard R&B/Hip-Hop Albums) | 1              |